# Born to Kill
Born to Kill (även känd under titlarna Lady of Deceit och Deadlier than the Male) är en amerikansk film noir från 1947 i regi av Robert Wise. I huvudrollerna ses Lawrence Tierney och Claire Trevor.

## Handling
En beräknande frånskild kvinna riskerar sin förmögenhet och trygghet hos en man hon inte älskar genom att ge sig i lag med en temperamentsfull mördare som uppvaktar hennes styvsyster.

## Rollista (i urval)
- Lawrence Tierney – Sam Wilde
- Claire Trevor – Helen Brent
- Walter Slezak – Albert Arnett
- Phillip Terry – Fred Grover
- Audrey Long – Georgia Staples Wilde
- Elisha Cook Jr. – Marty Waterman
- Isabel Jewell – Laury Palmer
- Esther Howard – Mrs. Kraft

## Mottagande
Filmen var ingen kommersiell framgång utan gick med 243 000 dollar i förlust på biograferna. Den fick även kritik från sina håll för att vara onödigt provocerande och våldsam.

### Fotnoter
1. ↑  Born to Kill Svensk Filmdatabas (svenskfilmdatabas.se). Läst 2021-11-08.
2. ↑  Born to Kill – Trivia IMDb.com. Läst 2021-11-08.